# Reuzenwoestijnspringmuis
De reuzenwoestijnspringmuis (Jaculus orientalis)  is een zoogdier uit de familie van de jerboa's (Dipodidae). De wetenschappelijke naam van de soort werd voor het eerst geldig gepubliceerd door Erxleben in 1777.

## Voorkomen
De soort komt voor in Algerije, Egypte, Israël, Marokko en Tunesië.